# Ernst Baylon
Ernst Baylon (21 de outubro de 1903 – data da morte desconhecida) foi um esgrimista austríaco que participou dos Jogos Olímpicos de Verão de 1928 e de 1936, sob a bandeira da Áustria.